# Paramonacanthus choirocephalus
Paramonacanthus choirocephalus — вид скелезубоподібних риб родини Єдинорогові (Monacanthidae).

## Поширення
Морський, демерсальний, тропічний вид. Поширений на коралових рифах на заході Тихого океану біля берегів Таїланду, Малайзії, Філіппін, Індонезії, Нової Гвінеї та Австралії на глибині до 8 м.

## Опис
Дрібна рибка завдовжки до 11 см.